# Drosophila nigrocirrus
Drosophila nigrocirrus este o specie de muște din genul Drosophila, familia Drosophilidae, descrisă de Hardy în anul 1965. Conform Catalogue of Life specia Drosophila nigrocirrus nu are subspecii cunoscute.